# Qiu Jian
Qiu Jian (chiń. 邱健; pinyin Qiū Jiàn; ur. 25 czerwca 1975 w Huai’an) – chiński strzelec sportowy, mistrz olimpijski.
Specjalizuje się w strzelaniu z karabinu dowolnego. Srebrny medalista igrzysk olimpijskich w 2008 roku w konkurencji karabin dowolny 50 m (3x40 strzałów). Podczas tych igrzysk startował również w konkurencji karabin dowolny leżąc (60 strzałów), zajmując 19. miejsce.